# Praon coniforme
Praon coniforme är en stekelart som beskrevs av Pike och Jaroslav Stary 2000. Praon coniforme ingår i släktet Praon och familjen bracksteklar. Inga underarter finns listade i Catalogue of Life.